# Евекмон
Евекмон (фр. Evecquemont) насеље је и општина у Француској у региону Париски регион, у департману Ивлен која припада префектури Мант ла Жоли.
По подацима из 2011. године у општини је живело 788 становника, а густина насељености је износила 315,2 становника/km². Општина се простире на површини од 2,50 km². Налази се на средњој надморској висини од 140 метара (максималној 172 m, а минималној 57 m).

## Демографија
| 1962. | 1968. | 1975. | 1982. | 1990. | 1999.             | 2011. |
| ----- | ----- | ----- | ----- | ----- | ----------------- | ----- |
| 452   | 507   | 521   | 541   | 694   | 672 Épiscomontois | 788   |

График промене броја становника у току последњих година